# Sadakazu Tanigaki

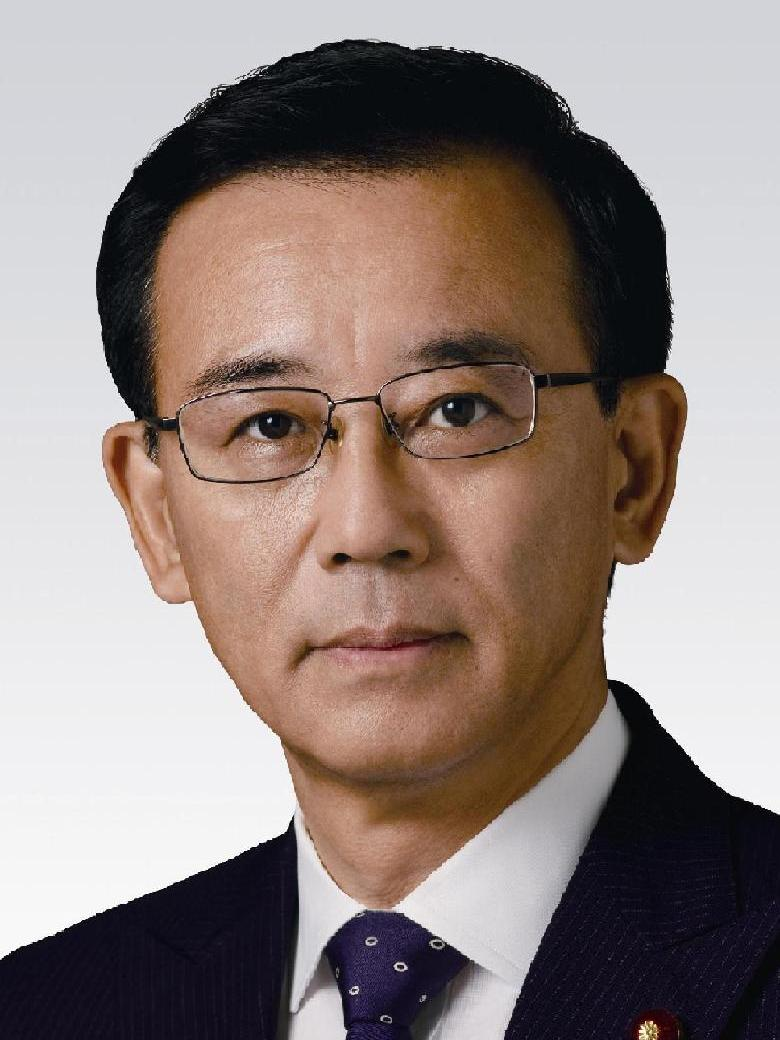
Sadakazu Tanigaki

Sadakazu Tanigaki (Japans: 谷垣 禎一, Tanigaki Sadakazu) (Fukuchiyama (Kyoto), 7 maart 1945) is een voormalig Japans politicus van de Liberaal-Democratische Partij (LDP). Hij was van 1983 tot 2016 lid van het Lagerhuis en partijleider van de LDP en Leider van de oppositie van 2009 tot 2012. Hij was minister van Financiën van 2003 tot 2006, minister van Transport in 2008 en minister van Justitie van 2012 tot 2014. Later was hij secretaris-generaal van de LDP van 2014 tot 2016.
- CiNii: DA18175649
- International Standard Name Identifier: 0000 0003 7880 8694
- Bibliotheek van het Japanse parlement: 00923784
- Virtual International Authority File: 257027964